# Eschborn–Frankfurt

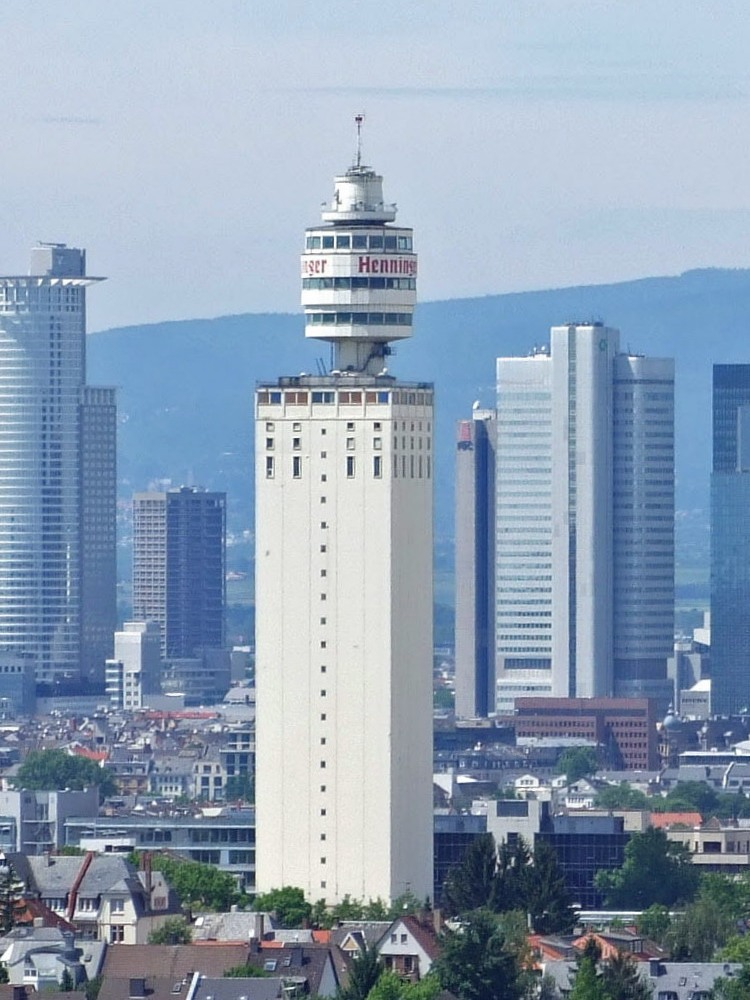
Henninger Turm.

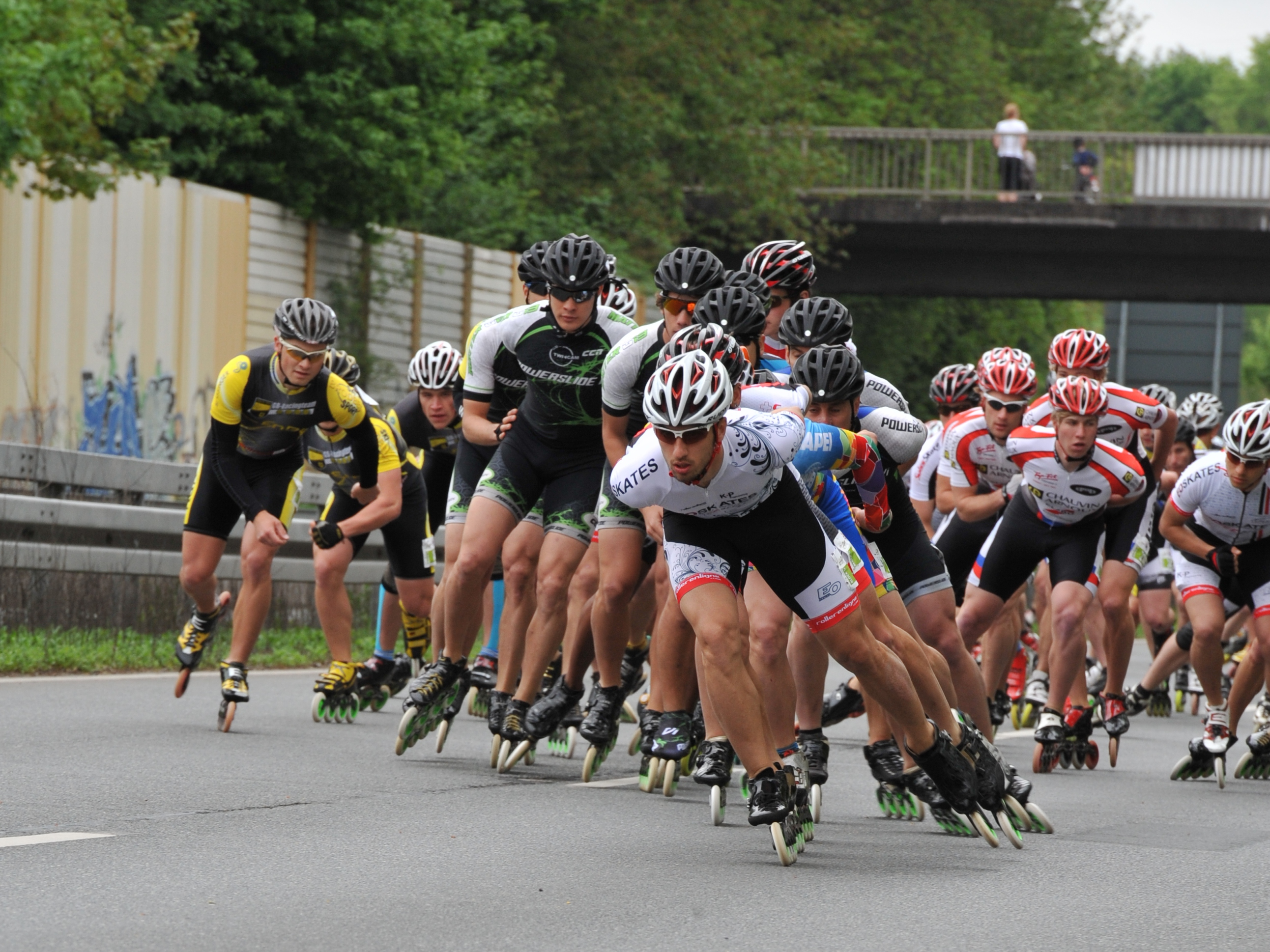
Rhein-Main Skate-Challenge 2012.

Eschborn–Frankfurt, tidigare Rund um den Henninger Turm (1962-2008), Eschborn–Frankfurt City Loop (2009) och Rund um den Finanzplatz Eschborn–Frankfurt (2010-2016) är ett årligt cykellopp i Hessen, Tyskland, med start i Eschborn (sedan 2009) och mål i Frankfurt (sedan 2010 vid Alte Oper). Detta, Tysklands äldsta internationella cykellopp, räknas som "halvklassiker", avhålls den 1 maj och ingår sedan 2017 i UCI World Tour.
Loppet går i slingor genom Taunus och bjuder på ett flertal stigningar innan det avslutas med tre varv på en drygt sex kilometer lång slinga inne i Frankfurt. Stigningarna på den 187,5 kilometer långa rutten i 2019 års upplaga var: Feldberg (11 km med 4,8%), två gånger Ruppertshain (1,3 km med 8,6%), fyra gånger Mammolshain (2,3 km med 8,2%) och Billtalhöhe (2,6 km med 6,2%).
Samtidigt med elitloppet för herrar arrangeras ett lopp för U23 (119 km 2019), ett lopp för juniorer (84,5 km 2019) och lopp för "Jedermänner" ("allemän" - tre lopp på respektive 47, 87 eller 100 kilometer 2019). Sedan 2007 arrangeras också en tävling för inlines, Rhein-Main Skate-Challenge.
Loppet arrangerades tidigare av det förutvarande tyska bryggeriet Henninger. Henninger Turm var bryggeriets 120 meter höga lagersilo för korn och malt som hade en roterande restaurang och utsiktsplattform längst upp. Tornet revs sommaren 2013 och i dess ställe har ett 140 meter högt bostadshus som påminner om det byggts.
2015 blev tävlingen inställd på grund av att tysk polis funnit sprängämnen och vapen vid en husrannsakan samt gripit två personer med kopplingar till Al-Qaida och som misstänktes för att ha planerat ett terrordåd mot loppet i stil med bombdåden vid Boston Marathon två år tidigare. 2020 ställdes loppet in på grund av COVID-19-pandemin.

## Podieplaceringar

### Herrar elit[11][12]
| År                                                           | Vinnare                  | Tvåa                | Trea                   |          |
| ------------------------------------------------------------ | ------------------------ | ------------------- | ---------------------- | -------- |
| Rund um den Henninger-Turm                                   |                          |                     |                        |          |
| 1962                                                         | Armand Desmet            | Huub Zilverberg     | Rik Van Looy           |          |
| 1963                                                         | Hans Junkermann          | Willi Altig         | Jean Stablinski        |          |
| 1964                                                         | Clément Roman            | François Mahé       | Yvo Molenaers          |          |
| 1965                                                         | Jean Stablinski          | Frans Verbeeck      | Georges Van Coningsloo |          |
| 1966                                                         | Barry Hoban              | Walter Godefroot    | Willy Planckaert       |          |
| 1967                                                         | Daniel Van Ryckeghem     | Willy Planckaert    | Georges Van Coningsloo |          |
| 1968                                                         | Eddy Beugels             | Valere Van Sweevelt | Herman Vanspringel     |          |
| 1969                                                         | Georges Pintens          | Michele Dancelli    | Herman Vanspringel     |          |
| 1970                                                         | Rudi Altig               | Joop Zoetemelk      | Ottavio Crepaldi       |          |
| 1971                                                         | Eddy Merckx              | Jos Deschoenmaecker | Lucien Aimar           |          |
| 1972                                                         | Gilbert Bellone          | Eddy Merckx         | Noël Vantyghem         |          |
| 1973                                                         | Georges Pintens          | Jürgen Tschan       | Freddy Maertens        |          |
| 1974                                                         | Walter Godefroot         | Eddy Merckx         | Frans Verbeeck         |          |
| 1975                                                         | Roy Schuiten             | Frans Verbeeck      | Walter Godefroot       |          |
| 1976                                                         | Freddy Maertens          | Frans Verbeeck      | Roger De Vlaeminck     |          |
| 1977                                                         | Gerrie Knetemann         | Dietrich Thurau     | Frans Verbeeck         |          |
| 1978                                                         | Gregor Braun             | Rudy Pevenage       | Hennie Kuiper          |          |
| 1979                                                         | Daniel Willems           | Henk Lubberding     | Gregor Braun           |          |
| 1980                                                         | Gianbattista Baronchelli | Francesco Moser     | Alfons De Wolf         |          |
| 1981                                                         | Jos Jacobs               | Dietrich Thurau     | Daniel Willems         |          |
| 1982                                                         | Ludo Peeters             | Jostein Wilmann     | Sean Kelly             |          |
| 1983                                                         | Ludo Peeters             | Leo van Vliet       | Luc Colyn              |          |
| 1984                                                         | Phil Anderson            | Eric Vanderaerden   | Sean Kelly             |          |
| 1985                                                         | Phil Anderson            | Johan Lammerts      | Rolf Gölz              |          |
| 1986                                                         | Jean-Marie Wampers       | Steve Bauer         | Michael Wilson         |          |
| 1987                                                         | Dag Otto Lauritzen       | Peter Stevenhaagen  | Henk Lubberding        |          |
| 1988                                                         | Michel Dernies           | Rolf Sørensen       | Giovanni Mantovani     |          |
| 1989                                                         | Jean-Marie Wampers       | Martial Gayant      | Claudio Chiappucci     |          |
| 1990                                                         | Thomas Wegmüller         | Jan Wijnants        | Peter Winnen           |          |
| 1991                                                         | Johan Bruyneel           | Johan Museeuw       | Martin Earley          |          |
| 1992                                                         | Frank Van Den Abeele     | Claudio Chiappucci  | Frans Maassen          |          |
| 1993                                                         | Rolf Sørensen            | Max Sciandri        | Eddy Bouwmans          |          |
| 1994                                                         | Olaf Ludwig              | Andreas Kappes      | Emmanuel Magnien       |          |
| 1995                                                         | Francesco Frattini       | Jens Heppner        | Massimo Podenzana      |          |
| 1996                                                         | Beat Zberg               | Jens Heppner        | Rolf Sørensen          |          |
| 1997                                                         | Michele Bartoli          | Bjarne Riis         | Mauro Gianetti         |          |
| 1998                                                         | Fabio Baldato            | Nicolaj Bo Larsen   | Stefano Garzelli       |          |
| 1999                                                         | Erik Zabel               | Léon van Bon        | Alberto Ongarato       |          |
| 2000                                                         | Kai Hundertmarck         | Matteo Tosatto      | Jens Heppner           |          |
| 2001                                                         | Markus Zberg             | Davide Rebellin     | Kurt Van De Wouwer     |          |
| 2002                                                         | Erik Zabel               | Jo Planckaert       | Sergej Ivanov          |          |
| 2003                                                         | Davide Rebellin          | Erik Zabel          | Igor Astarloa          |          |
| 2004                                                         | Karsten Kroon            | Danilo Hondo        | Johan Coenen           |          |
| 2005                                                         | Erik Zabel               | Alejandro Borrajo   | Markus Zberg           |          |
| 2006                                                         | Stefano Garzelli         | Gerald Ciolek       | Danilo Hondo           |          |
| 2007                                                         | Patrik Sinkewitz         | Kurt-Asle Arvesen   | Dario Cataldo          |          |
| 2008                                                         | Karsten Kroon            | Davide Rebellin     | Mauricio Ardila        |          |
| Eschborn–Frankfurt City Loop                                 |                          |                     |                        |          |
| 2009                                                         | Fabian Wegmann           | Karsten Kroon       | Christian Knees        |          |
| Rund um den Finanzplatz Eschborn–Frankfurt                   |                          |                     |                        |          |
| 2010                                                         | Fabian Wegmann           | Geert Verheyen      | Bert Scheirlinckx      |          |
| 2011                                                         | John Degenkolb           | Jérôme Baugnies     | Michael Matthews       |          |
| 2012                                                         | Moreno Moser             | Dominik Nerz        | Sergey Firsanov        |          |
| 2013                                                         | Simon Špilak             | Moreno Moser        | André Greipel          |          |
| 2014                                                         | Alexander Kristoff       | John Degenkolb      | Jérôme Baugnies        |          |
| \| 2015 \| inställt på grund av terrorhot Eschborn–Frankfurt |                          |                     |                        |          |
| 2016                                                         | Alexander Kristoff       | Maximiliano Richeze | Sam Bennett            |          |
| 2017                                                         | Alexander Kristoff       | Rick Zabel          | John Degenkolb         |          |
| 2018                                                         | Alexander Kristoff       | Michael Matthews    | Oliver Naesen          |          |
| 2019                                                         | Pascal Ackermann         | John Degenkolb      | Alexander Kristoff     |          |
| 2020                                                         | inställt                 | inställt            | inställt               | inställt |
| 2021                                                         | Jasper Philipsen         | John Degenkolb      | Alexander Kristoff     |          |
| 2022                                                         | Sam Bennett              | Fernando Gaviria    | Alexander Kristoff     |          |
| 2023                                                         | Søren Kragh Andersen     | Patrick Konrad      | Alessandro Fedeli      |          |
| 2024                                                         | Maxim Van Gils           | Alex Aranburu       | Riley Sheehan          |          |
| 2025                                                         | Michael Matthews         | Magnus Cort         | Jon Barrenetxea        |          |
| 2015                                                         |                          |                     |                        |          |

### Herrar U23[13][14]
| År   | Vinnare            | Tvåa                  | Trea                  |          |
| ---- | ------------------ | --------------------- | --------------------- | -------- |
| 1998 | Raphael Schweda    | Stefan Rütimann       | Marcel Strauss        |          |
| 1999 | Stephan Schreck    | Jochen Summer         | Markus Wilfurth       |          |
| 2000 | Torsten Hiekmann   | Dirk Reichl           | Thomas Bruun Eriksen  |          |
| 2001 | David Kopp         | Dirk Reichl           | Christian Pfannberger |          |
| 2002 | Bernhard Kohl      | Stefan Rucker         | Steffen Lockan        |          |
| 2003 | Denis Titschenko   | Markus Fothen         | Brian Vandborg        |          |
| 2004 | Marc de Maar       | Thomas Dekker         | Bastiaan Giling       |          |
| 2008 | Stefan Denifl      | Christoph Sokoll      | Mitja Schlüter        |          |
| 2009 | Jack Bobridge      | Daniel Schorn         | Matthias Brändle      |          |
| 2010 | Tino Thömel        | Wesley Kreder         | Loïc Aubert           |          |
| 2011 | Patrick Bercz      | Florian Scheit        | Maurits Lammertink    |          |
| 2012 | Sven Erik Bystrøm  | Michael Valgren       | Maurits Lammertink    |          |
| 2013 | Lasse Norman Leth  | Michael Valgren       | Maximilian Werda      |          |
| 2014 | Mads Pedersen      | Nils Politt           | Sven Erik Bystrøm     |          |
| 2016 | Konrad Geßner      | Benjamin Declercq     | Christophe Noppe      |          |
| 2017 | Fabio Jakobsen     | Casper Pedersen       | Patrick Müller        |          |
| 2018 | Niklas Larsen      | Jonas Rutsch          | Marten Kooistra       |          |
| 2019 | Frederik Rodenberg | Kaden Groves          | Jake Stewart          |          |
| 2020 | inställt           | inställt              | inställt              | inställt |
| 2021 | inställt           | inställt              | inställt              | inställt |
| 2022 | inställt           | inställt              | inställt              | inställt |
| 2023 | Joshua Gudnitz     | Gustav Wang           | Aklilu Arefayne       |          |
| 2024 | Wessel Mouris      | Peter Øxenberg Hansen | Alexander Arnt Hansen |          |